# Las Flores (Maldonado)
Ne doit pas être confondu avec Las Flores (Rivera).
Las Flores est une ville et une station balnéaire de l'Uruguay située dans le département de Maldonado. Sa population est de 221 habitants.

## Population
| Année | Population |
| ----- | ---------- |
| 1963  | 98         |
| 1975  | 107        |
| 1985  | 150        |
| 1996  | 235        |
| 2004  | 221        |

,